# جوکیوکی
جوکیوکی (به ژاپنی: 承久記) یک کتاب تاریخی نوشته شده یا یک گونکی مونوگاتاری در اوایل دوره کاماکورا در ژاپن است. این کتاب به رویدادهای شورش جوکیو (۱۲۲۱) و لشکرکشی امپراتور گو-توبا می‌پردازد. شورش جوکیو آخرین نبرد از چهار نبرد شورش هوگن، شورش هیجی، جنگ گنپی است که موجب از بین رفتن قدرت امپراتوری ژاپن در قرون وسطی شد. چندین نسخه از این کتاب موجود است.